# 彼得·沃洛克
彼得·沃洛克（英語：Peter Warlock，1894年10月30日—1930年12月27日），英国作曲家，文学家。真名為菲利普·阿诺德·夏舜霆（Philip Arnold Heseltine），他的音樂及文學作品通常都以筆名發表。

## 生平
華洛克於倫敦出世，兩歲時便喪父，後來母親改嫁並回到家鄉威爾斯蒙哥馬利郡（現稱波伊斯），華洛克跟隨，並由繼父一家照顧。他曾於伊頓公學、牛津大學基督堂學院及倫敦大學學院讀書，然而他的音樂知識主要還是靠自學，他特別鍾情於戴流士、奎爾特及戴倫的作品。後來經伊頓公學的一位教授泰勒（Colin Taylor）的幫助下，令華洛克有機會與一些著名的作曲家見會，當中包括了戴流士。同時，華洛克亦對伊丽莎白年代以及凱爾特的音樂深感與趣，並與愛爾蘭裔的英國作曲家莫倫一同投入大量時間在研究上，對現今認識當時期的音樂及發展起著重要的作用。
離開學校後，華洛克開始在倫敦從事音樂評論及作曲的工作。由於他有感他的威爾斯姓氏於工作上並不容易被人所接受，因此便採用「彼德·華洛克」為筆名發表。他最豐碩的時期是在1920年代，首先在威爾斯創立了期刊《古长号》（The Sackbut）。音樂作品上，先後寫成了聯篇歌曲《The Curlew》（The Curlew）、根據法國舞蹈家阿爾波（化名，其真名為塔布洛(Jehan Tabourot)，他的正職是天主教教士）所寫的《舞蹈術》（L'Orchésographie）中抽選了六種不同的舞蹈而寫成的《卡普里奧組曲》（Capriol Suite）、為慶祝戴流士60歲壽辰而寫的《絃樂小夜曲》、以及改編了一些傳統聖歌曲等。可是，同時期他亦患上了抑鬱症，使他的創作力逐漸衰退，並且染上酗酒。1930年末被發現於寓所內中瓦斯氣毒而死亡。
對於華洛克的死亡原因，不少人相信他是自殺，因為及後有人發現他的貓早被移離寓所外，顯然應該是預先已安排。但亦有部份人相信是意外所造成。另外還有第三個可能性，因為他的「兒子」尼格爾·夏舜霆有感華洛克可能是被戴倫所謀害，因為華洛克的遺囑上指出戴倫將會是他的遺產受益人。然而，尼格爾·夏舜霆的身世亦充滿神秘，因為華洛克在世時並沒有提及過他有一名兒子，而尼格爾出世時又湊巧沒有任何證明紀錄，他的出世紀錄是後來補加上的。但由於他自少便由祖母及繼祖父所照顧，因此他一直相信自己是華洛克的後裔。
另一方面，華洛克亦有一名私生子，他是藝評人兼電視節目主持人布賴恩·薛維爾。

## 外部連結
- 華洛克中文簡介網站 （页面存档备份，存于）
- 華洛克協會 （页面存档备份，存于）
- 彼得·沃洛克的免费乐谱，由国际乐谱典藏计划提供